# Polifilia

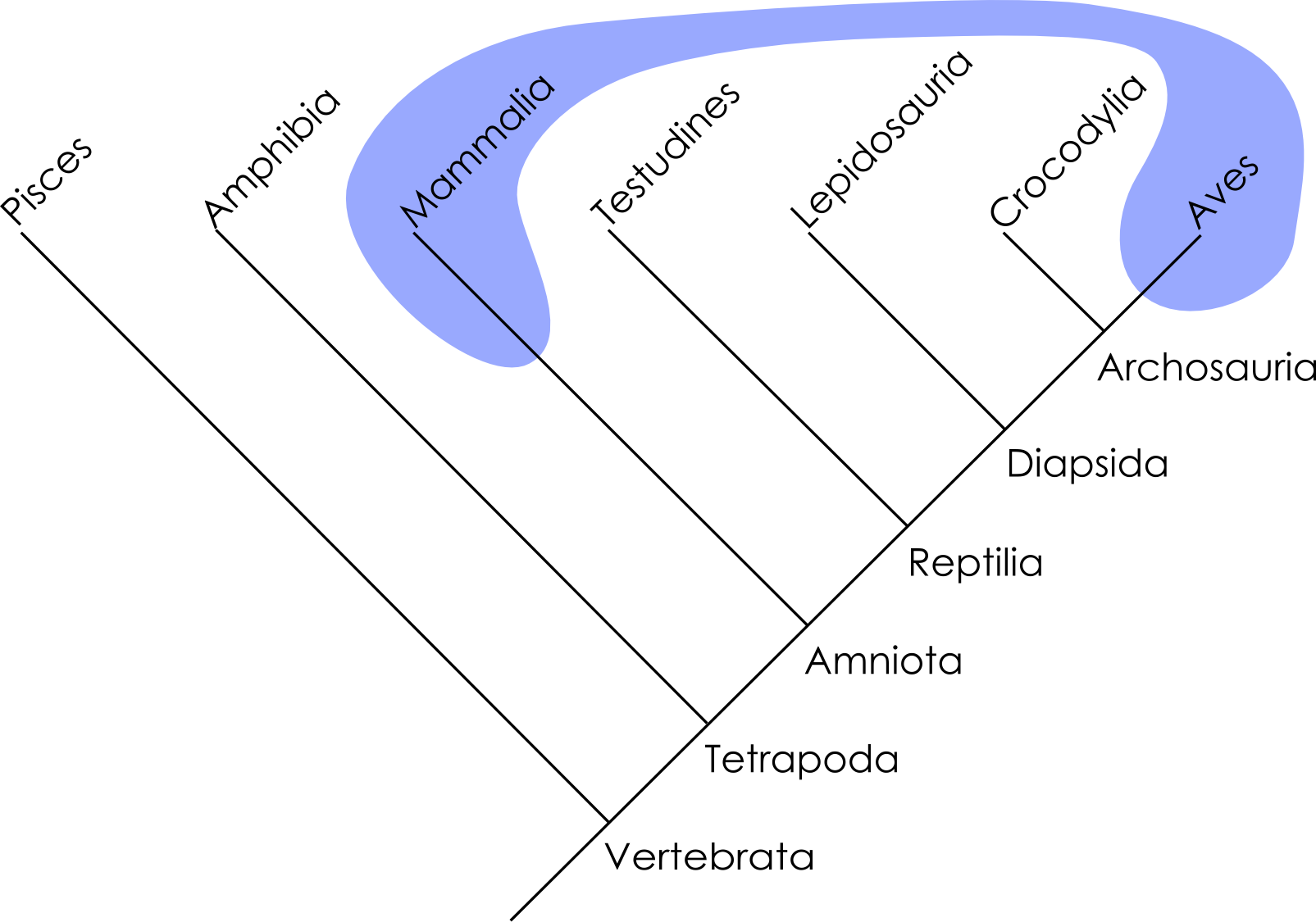
O grupo de "animais de sangue quente" é polifilético.

Em filogenética, chama-se polifilético  (do grego πολύ polý, "muitos", "numerosos", e φυλή phylé, "tribo", "grupo de individuos") a um grupo que não inclui o ancestral comum de todos os indivíduos. É um grupo monofilético do qual se retirou um grupo parafilético. Em outras palavras, é a reunião de dois ou mais grupos monofiléticos. Pode-se acrescentar que um grupo polifilético é aquele em que seus integrantes possuem vários ancestrais comuns, um em cada grupo.
Enfim, é um taxon definido por uma semelhança que não foi herdada de um antepassado comum. Trata-se de um termo da linguagem corrente que designa um conjunto de espécies que apresentam caracteres comuns, mas que agrupam clados de origens variadas e, deste modo, decorrem de uma noção científica invalidada pela análise filogenética ou mesmo clássica.
A formação destes grupos permite descrever um modo de vida e das adaptações comuns, termo frequentemente aplicado a grupos que compartilham características semelhantes conhecidas como homoplasias, resultante de uma convergência evolutiva.
Muitos taxonomistas visam evitar homoplasias no agrupamento de táxons, com o objetivo de identificar e eliminar grupos que são considerados polifiléticos.
Os grupos polifiléticos não são universalmente aceitos nas classificações modernas, embora sejam empregados em obras de divulgação e inclusive em manuais escolares.

Nessa árvore filogenética, o grupo verde é parafilético, os grupos azul e vermelho (ambos monofiléticos) não compartilham um ancestral comum imediato, se eles são agrupados por compartilharem características que parecem ser semelhantes, sua combinação forma um grupo polifilético.

## Grupos taxonômicos
O termo polifilia, ou polifiléticos, refere-se ao fato de que um grupo polifilético inclui organismos (por exemplo, gêneros, espécies) decorrentes de múltiplas fontes ancestrais.
O termo monofilia, ou monofilético, refere-se ao fato de que um grupo monofilético inclui organismos que consistem em todos os descendentes de um ancestral exclusivo em comum.
O termo parafilia, ou parafilético, refere-se à situação em que um ou vários subgrupos monofiléticos são deixados de fora de todos os outros descendentes de um ancestral exclusivo em comum.

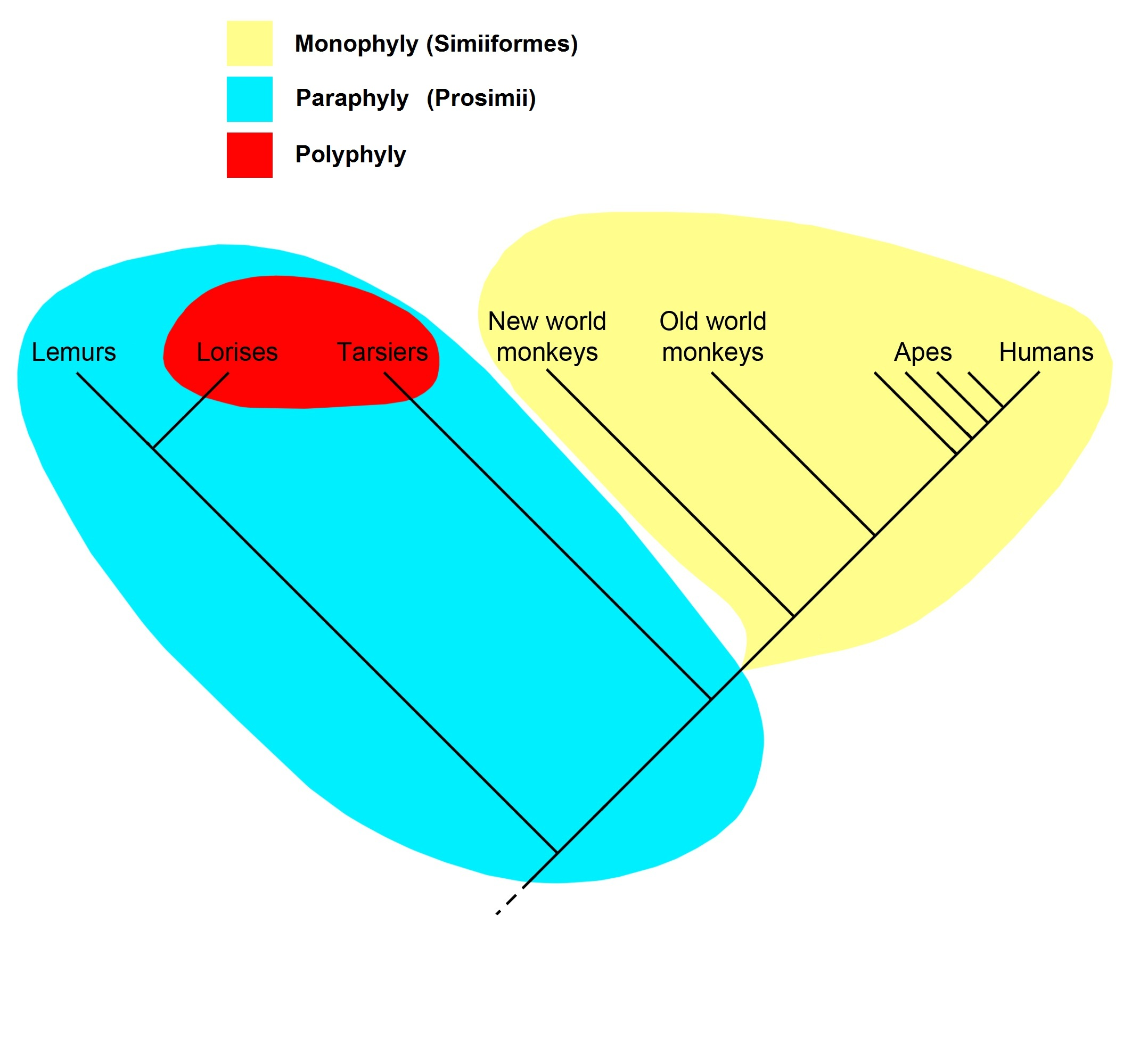
Em vermelho um grupo polifilético, os lóris e os társios, primatas com atividade noturna.

## Exemplos de grupos polifiléticos
A característica biológica do sangue quente evoluiu separadamente nos ancestrais dos mamíferos e nos ancestrais das aves, é, portanto, um agrupamento polifilético.
Outro exemplo é o grupo de animais vertebrados voadores, que incluiu morcegos e aves, onde o ancestral comum mais próximo não podia voar.
Um exemplo de grupo polifilético na botânica são as Suculentas, formadas por muitas famílias diferentes, de origens variadas.
O termo alga engloba distintos grupos taxonômicos, possuindo indivíduos que não descendem necessariamente de um ancestral comum, portanto, são consideradas como um grupo polifilético.